# Лінарит
Лінари́т (рос. линарит; англ. linarite; нім. Linarit m) — мінерал, гідроксилсульфат свинцю та міді острівної будови.

## Загальний опис
Хімічна формула: PbCu[SO4](OH)2. Містить: PbO — 55,69 %; CuO — 19,83 %; SO3 — 19,98 %; H2О — 4,50 %.
Сингонія моноклінна.
Кристали видовжені, часто таблитчасті, кірочки або сплутані агрегати призматичних кристалів. Спайність досконала. Густина 5,35. Твердість 3. Колір насичений блакитний. Блиск скляний до напівалмазного. Риса блідо-голуба. Злам раковистий. Напівпрозорий. Крихкий.
Вперше знайдений в районі Лінарес (Іспанія). Відомі знахідки у графстві Камберленд (Англія), в районі Цумеба (Намібія), в Брокен-Гілл (Австралія), Маммот-Майн (штат Аризона, США), та Іньйо (штат Каліфорнія, США). Вторинний мінерал. Зустрічається в невеликих кількостях у зонах окиснення родовищ свинцю, міді та срібла.
Часто асоціює з аурихальцитом, англезитом, хризоколою, геміморфітом та ін. мінералами зон вторинного сульфідного збагачення.
За назвою міста Лінарес (Іспанія), H. J. Brooke, 1822. Рідкісний.